# Цытович, Владимир Викторович
Владимир Викторович Цытович (4 январь [23 декабря] 1870, Омск — 31 [18] марта 1916, Одесса) — российский военный деятель и педагог, полковник. Участник Первой мировой войны.
Являлся «одним из основателей фундамента, быта и воспитания в Одесском кадетском корпусе».

## Биография
Родился в 1870 году в городе Омске, в семье генерал-лейтенанта Виктора Степановича Цытовича и Марии Павловны урождённой Тяпкиной; племянник генералов Э. С. Цытовича, П. С. Цытовича и Н. С. Цытовича; двоюродный брат статского советника Э. П. Цытовича и генералов Н. П. Цытовича и В. Н. Цытовича.
В службу вступил в 1888 году после окончания Сибирского кадетского корпуса. В 1890 году после окончания Павловского военного училища с отличием по 1-му разряду был произведён в подпоручики и определён в Калужский 5-й пехотный полк.
С 31 декабря 1891 по 11 января 1892 года приказом командующего Варшавским военным округом, В. В. Цытович был командирован в составе комиссии округа в крепости Брест-Литовск, Новогеоргиевск и Ивангород, для проверки вещевого, госпитального имущества и оружейных складов. За эту работу В. В. Цытовичу, генералом от инфантерии И. В. Гурко была объявлена «благодарность» в приказе по Варшавскому военному округу.
В 1892 году назначен батальонным адъютантом 1-го батальона 5-го Калужского пехотного полка. В 1894 году произведен в поручики, с назначением заведующим хозяйственной частью полка. В 1896 году назначен полковым адъютантом 5-го Калужского пехотного полка.
С 3 по 17 марта 1897 года по Высочайшему повелению был командирован в составе депутации от 5-го Калужского пехотного полка, в город Берлин для присутствия при торжественном открытии памятника императору Вильгельму I, за что из рук Германского императора Вильгельма II был пожалован медалью — «В память празднования 100-летия со дня рождения Императора Вильгельма I», а в 1898 году награждён «Прусским орденом Красного орла» 4-й степени.
14 июня 1899 года приказом военного министра А. Н. Куропаткина, В. В. Цытович был направлен в город Одессу, для помощи в организации создания кадетского корпуса. 18 июня того же года, приказом начальника ГУВУЗ Великого князя Константина Константиновича, назначен офицером-воспитателем. С 1899 года В. В. Цытович являлся организатором Историко-педагогического музея корпуса и был его бессменным заведующим до 1915 года.
В 1900 году «за отличие по службе» произведён в штабс-капитаны, в этом же году приказом командующего Одесским военным округом генерал-адъютантом графом А. И. Мусиным-Пушкиным, В. В. Цытовичу и ещё ряду офицеров была объявлена «Особая благодарность» — «за помощь в деле создания классов и учебных мест для нового корпуса».
В 1901 году окончил Педагогические курсы офицеров-воспитателей при Главном управлении военно-учебных заведений. В 1902 году «за отличие по службе» произведён в капитаны. В 1905 году «за отличие по службе» произведён в подполковники.
С 22 по 31 декабря 1908 года распоряжением генерал-инспектора Военно-учебных заведений Великого князя Константина Константиновича, Владимир Викторович Цытович был назначен представителем от Одесского кадетского корпуса в город Санкт-Петербург на Первый съезд офицеров-воспитателей кадетских корпусов в качестве обязательного участника. На съезде им было прочитано несколько докладов, один из которых вошёл в журнал «Педагогический сборник».
В 1909 году приказом начальника ГУВУЗ Великого князя Константина Константиновича, В. В. Цытовичу объявлена «благодарность» — «за образцовое выполнение обязанностей по службе».
С 9 ноября 1909 года помимо основной деятельности В. В. Цытович по совместительству являлся преподавателем гимнастики в Пятой Одесской гимназии.
14 марта 1913 года назначен ротным командиром Одесского кадетского корпуса и через месяц произведён в полковники за отличие. За год довёл роту до блестящего состояния и превратил её в 1914 году в строевую. Командовал ротой до 1915 года.
29 февраля 1916 года В. В. Цытович по своей просьбе, был переведен в действующую армию в 1-ю Сибирскую стрелковую дивизию и назначен исполнять обязанности командира 2-го Сибирского стрелкового полка. Умер 18 марта 1916 года от паралича сердца в городе Одесса.

## Звания, чины
- В службу вступил 1 сентября 1888 года
- Подпоручик (10 августа 1889 года);
- Поручик (10 августа 1893 года);
- Штабс-капитан (6 мая 1900 года) — «За отличие по службе»;
- Капитан (6 декабря 1902 года) — «За отличие по службе»;
- Подполковник (6 декабря 1905 года) — «За отличие по службе»;
- Полковник (14 апреля 1913 года) — «За отличие по службе»[3][10]

## Награды
Ордена:
- Орден Святого Станислава 3-ст. (14 мая 1896 года);
- Прусский орден Красного Орла 4-й ст. (10 марта 1898 года);
- Орден Святой Анны 3-й ст. (6 декабря 1902 года);
- Орден Святого Станислава 2-й ст. (6 декабря 1905 года);
- Орден Святой Анны 2-й ст. (6 декабря 1908 года);
- Орден Святого Владимира 4-й ст. (ВП 14 июля 1915 года)

Медали:
- Медаль «В память царствования императора Александра III» (1896 год);
- Медаль «За труды по первой всеобщей переписи населения» (1897 год);
- Прусская медаль «В память празднования 100-летия со дня рождения императора Вильгельма I» (1897 год);
- Медаль «В память Отечественной войны 1812 года» (1912 год);
- Медаль «В память 300-летия царствования дома Романовых» (1913 год)[3][10]

## Труды
- Цытович В. В. Одесский Великого князя Константина Константиновича кадетский корпус за первые семь лет его существования / Под общ. ред.: С. В. Петровского; Материалы собраны и систематизированы подп-ком В. В. Цытовичем. — Одесса: тип. Е. И. Фесенко, 1906 г. — С. 231.
- Цытович В. В. О желательности устройства в виде опыта при некоторых корпусах небольших психологических лабораторий. — Педагогический сборник. — СПб.: ГУВУЗ, 1909 г. — Т. Часть VIII. — С. 109—127.[11]
- Труды первого съезда офицеров-воспитателей кадетских корпусов. 22 — 31 декабря 1908 года / Под общ. ред. П. В. Петрова. — СПб.: Тип. М. М. Стасюлевича, 1909 г. — С. 540.

## Семейные связи
Был женат на дочери почётного гражданина, купца 1-й гильдии Екатерине Ивановне Лодочниковой.
Дочь Вера (1902—1971) — была замужем за участником Великой Отечественной войны, начальником Общесекретной части Отдела боевой подготовки Штаба Приволжского Военного округа, майором Швеевым Николаем Петровичем
Брат Виктор (1876—1920) — полковник, герой Первой мировой войны